# Parafia Nawiedzenia Najświętszej Maryi Panny w Faszczówce
Parafia Nawiedzenia Najświętszej Maryi Panny w Faszczówce – rzymskokatolicka parafia znajdująca się w archidiecezji mińsko-mohylewskiej, w dekanacie mohylewskim, na Białorusi. 
Chociaż katolicy mieszkali w Faszczówce prawdopodobnie już w latach 30. XVII wieku, samodzielną parafię erygowano dopiero w 1776 roku. Do tego czasu kościół był filią parafii w Orszy.
Do niedawna nie było znane, że pierwotnie wieś nazywała się Czernica, a nazwa Faszczówka lub Chwaszczówka ostatecznie utrwaliła się dopiero w drugiej połowie XVII wieku. W rezultacie, wczesna historia kościoła i parafii przez długi czas pozostawała mało zbadana, zawierała błędy i niespójności.
W kościele trwał kult obrazu Najświętszej Maryi Panny Faszczowskiej, znany od pierwszej połowy XVII wieku, który uważano za cudowny.
Kościół faszczowski był jednym z pierwszych na Białorusi, gdzie na początku XX wieku zaczęto wygłaszać kazania w języku białoruskim.

## Historia
W 1604 roku wieś Czernica nad strumieniem Czernicą po raz pierwszy została wspomniana jako miejscowość w wójtostwie Pleszczyckim w ekonomii Mohylewskiej.
5 listopada 1611 roku król Rzeczypospolitej Zygmunt III Waza podarował 200 włók ziemi z poddanymi oraz plac w Orszy dla utworzenia kolegium jezuickiego i szkół. W 1612 roku przedstawiciele króla i biskupa wileńskiego wraz z administracją ekonomii Mohylewskiej przeznaczyli dla jezuitów z Orszy wsie: Czernica (później Faszczówka), Kniażyczka (później Kniażyce), Krywel, Czomodany (później Stare Czomodany) i Czołna (później Saśkówka).
Nie wiadomo dokładnie, kiedy orszańscy jezuici podjęli pierwsze próby nawrócenia miejscowych prawosławnych chłopów na katolicyzm, ale według pośrednich informacji kaplica katolicka mogła tutaj istnieć już w latach 30. XVII wieku. Wówczas w Czernicy znajdował się obraz Matki Boskiej, uważany za cudowny.
W 1634 roku król Rzeczypospolitej Władysław IV Waza podarował orszańskim jezuitom na utrzymanie bursy muzyków sąsiednią wieś Dąbrówkę (Dubrówka). Należy zauważyć, że Rusini z Dąbrówki uparcie trzymali się prawosławia. Jezuici nie bronili im uczęszczania do cerkwi prawosławnej, ale zmuszali ich do słuchania kazań w kościele katolickim. Biorąc pod uwagę odległość do najbliższych kościołów w Szkłowie i Mohylewie, która ledwo pozwoliłaby chłopom na ich regularne odwiedzanie, wzmianka ta pośrednio świadczy o istnieniu wspólnoty katolickiej w Czernicy. Mieszkańcy Dąbrówki niechętnie przyjmowali te warunki, więc bezskutecznie prosili o przyłączenie swojej wsi z powrotem do dóbr królewskich. Podczas bardzo surowej zimy 1642 r. jezuici dostarczali chłopom żywność i udzielali schronienia dzieciom, co skłoniło niechętnych do nawrócenia się na katolicyzm. Fakt, że źródła jezuickie wspominają tylko opór chłopów dąbrówskich wobec katolicyzmu, sugeruje, że chłopi z pozostałych wsi (Czernica, Krywel, Kniażyczka, Czołna, Czomodany) do tego czasu przyjęli już katolicyzm lub nie stawiali temu poważnego oporu.
Według niepotwierdzonych informacji kaplica została spalona przez kozaków w 1655 r. podczas wojny Carstwa Rosyjskiego z Rzecząpospolitą (1654-1667). Wzmiankę o zniszczeniu kaplicy znajdujemy tylko w skróconej wersji badania jezuickiego historyka ks. Stanisława Zaleskiego SJ, podczas gdy w pełnej wersji jej brakuje.
W 1668 roku w Czernicy zbudowano nowy kościół, od 1669 roku zaczęto prowadzić księgi metrykalne.

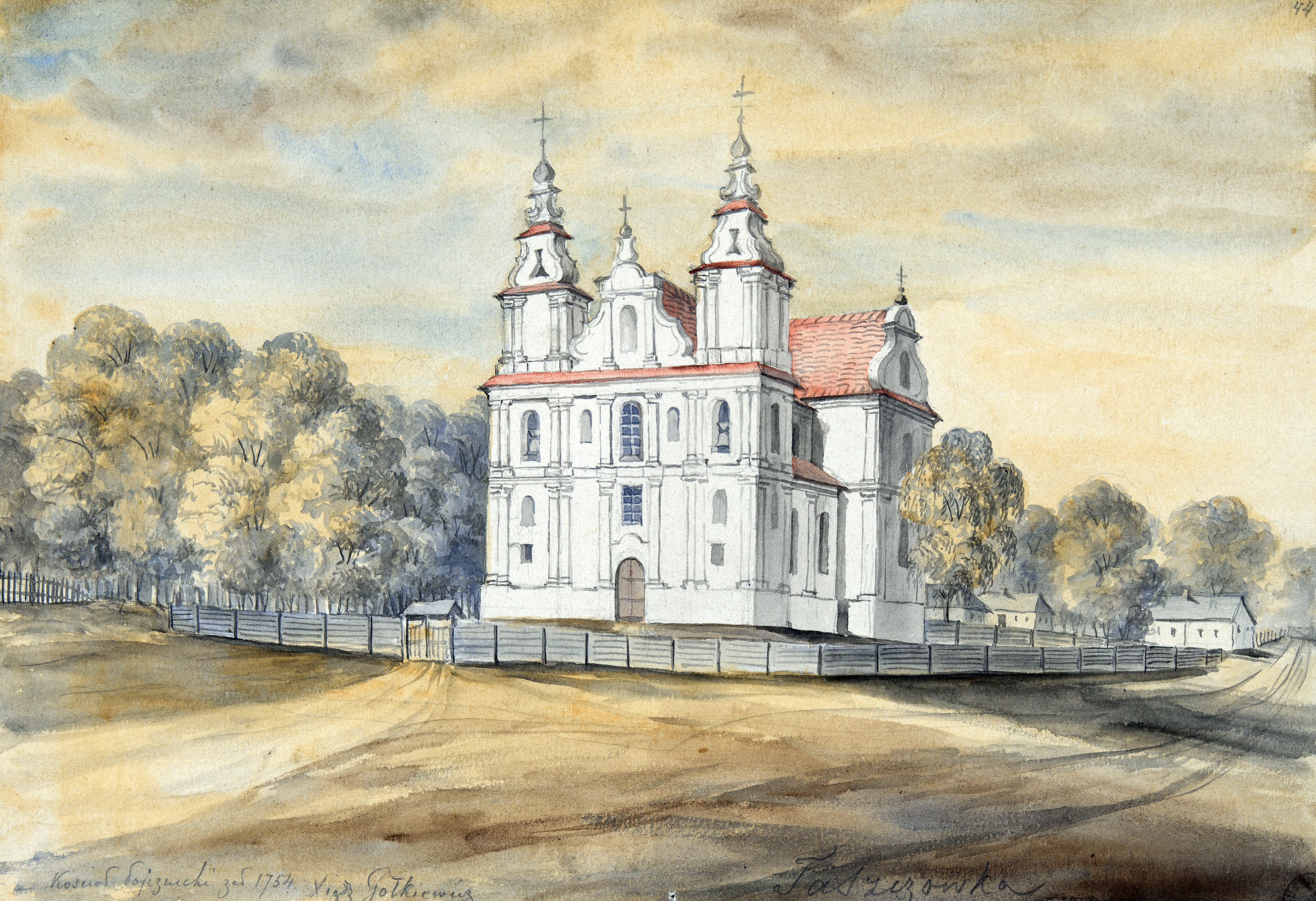
Nieistniejący kościół Nawiedzenia NMP na akwareli Napoleona Ordy

W 1692 staraniem rektora Kolegium Jezuitów w Orszy o. Samuela Kościukiewicza SJ wybudowano większą drewnianą świątynię.
W 1708 r., podczas III wojny północnej, kościół został ograbiony przez wojska moskiewskie. Zabrano srebra kościelne, stroje kapłańskie i świece woskowe.
W 1737 r. zaczęto kłaść fundamenty pod murowany kościół i 9 lipca 1738 r. położono kamień węgielny. Wzniesiony kościół poświęcono 7 września 1754 r.
W 1768 roku kościół konsekrował biskup sufragan białoruski Feliks Towiański (biskup pomocniczy diecezji wileńskiej dla Białorusi).
Kościół nadal pozostawał filią parafii w Orszy, ale w 1776 r. biskup Stanisław Bohusz Siestrzeńcewicz wizytując kościół faszczowski zamienił filię na parafię, inwentarz kościelny, opatrzony swoją pieczęcią, oddał ks. Dominikowi Brzezińskiemu SJ, którego zamianował kuratem. Ta nominacja była sprzeczna z zasadami instytutu zakonnego, więc wiceprowincjał ks. Stanisław Czerniewicz SJ odwołał ks. Brzezińskiego do Orszy, a z ramienia swojego przysłał administratora parafii faszczowskiej.
Jezuici obsługiwali parafię faszczowską do 1820 roku, kiedy władze zakazały działalności Towarzystwa Jezusowego na terytorium Imperium Rosyjskiego. W kościele pracowało zwykle dwóch księży jezuitów z kolegium Orszańskiego.
W kościele trwał kult obrazu Najświętszej Maryi Panny Faszczowskiej (Chwaszczowskiej) i przechowywano relikwie św. Symplicjana. Zapisy sięgające 1787 roku stwierdzają: „Najświętsza Bogurodzica, znana od prawie dwóch stuleci z wielu łask i cudów w swoim faszczowskim obrazie, dokonała w tym roku cudownych dowodów swojej macierzyńskiej dobroci”.
W 1796 r. parafia liczyła około 3000 wiernych.
W 1822 r. parafię przekazano do prowadzenia duchowieństwu diecezjalnemu. Według Słownika Geograficznego Królestwa Polskiego (tom II wyd. w 1881 r.) parafia posiadała kaplice w Uhłach i Kurdziejowie, liczyła 2222 parafian.
W 1908 r. ksiądz wygłaszał kazania w językach polskim, litewskim i białoruskim. 
Po rewolucji październikowej rozpoczęły się lata wojującego ateizmu i prześladowań wiary. 13 czerwca 1937 roku, gdy większość miejscowych wiernych wyruszyła na odpust św. Antoniego w Mohylewie, nieznani sprawcy ukradli obraz Matki Bożej znajdujący się w głównym ołtarzu świątyni. 

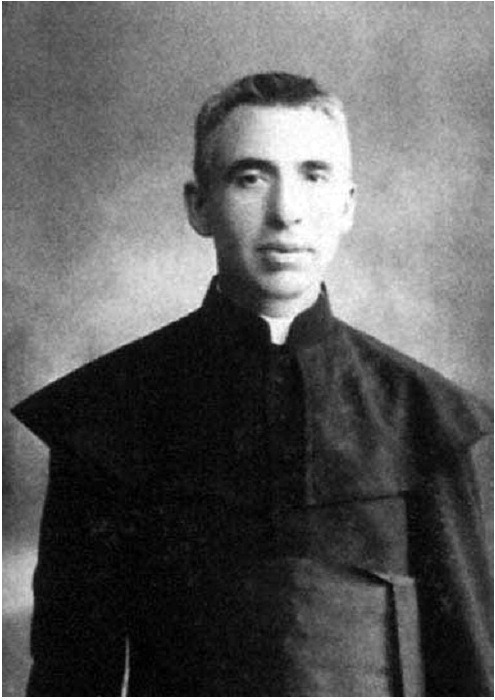
Ks. Piotr Janukowycz, proboszcz parafii w latach 1935-1937

Później NKWD aresztowało ks. Piotra Janukowicza, organistę Marcina Sekackiego, przewodniczącego komitetu kościelnego Ignacego Dawidowicza, ojca i syna Krupieńko oraz kilku innych parafian. Ksiądz Janukowicz został oskarżony o kierowanie konspiracyjną filią Polskiej Organizacji Wojskowej i szpiegostwo na rzecz Polski. 25 sierpnia 1937 roku w Mińsku skazano go na śmierć, w ramach kilku procesów obejmujących co najmniej 113 Polaków i 27 sierpnia (wg innych źródeł 29 sierpnia) zamordowano w więzieniu w zbiorowej egzekucji. Pozostałych aresztowanych z parafii Faszczówka także rozstrzelano w ciągu tygodnia od procesu.
Po II wojnie światowej władze próbowały zrobić w kościele klub, ale ze względu na ogólny opór mieszkańców musiały z tego pomysłu zrezygnować. Później postanowiono budynek zniszczyć. 24 grudnia 1967 roku świątynia została wysadzona w powietrze. W miejscu zburzonego kościoła stoi obecnie krzyż. 
4 czerwca 2022 r. arcybiskup Józef Staniewski poświęcił kaplicę Nawiedzenia Najświętszej Maryi Panny.    

## Proboszczowie parafii od 1822 r.[18][19]
| imię i nazwisko                          | daty urzędowania |
| ---------------------------------------- | ---------------- |
| Ks. Wiktor Warpuciański OFM              | 1842             |
| Ks. Piotr Kewlicz (administrator)        | 1860             |
| Ks. Andrzej Krzyżanowski                 | 1863             |
| Ks. Józef Halkiewicz                     | 1876             |
| Ks. Adolf Małachowski                    | 1879 – 1880      |
| Ks. Bernard Dzierażyński (administrator) | 1884             |
| Ks. Józef Wojciechowski (administrator)  | 1894 – 1897      |
| Ks. Paweł Karpowicz (administrator)      | 1900 – 1902      |
| Ks. Tomasz Czajkowski                    | 1902 – 1903      |
| Ks. Józef Usanis                         | 1903 – 1908      |
| Ks. Władysław Mierzwiński                | 1908             |
| Ks. Antoni Maculewicz                    | 1908 – 1911      |
| Ks. Jan Borowik                          | 1911 – 1922      |
| Ks. Aleksander Sak (administrator)       | 1922 – 1924      |
| Ks. Stefan Wojna                         | 1924             |
| Ks. Albin Szaciło (administrator)        | 1928             |
| Ks. Piotr Janukowicz                     | 1933 – 1937      |
| o. Janusz Skęczek OP                     | 1989             |
| Ks. Jan Wojtkiewicz MIC                  | 1993             |
| Ks. Czesław Kureczko MIC                 | 1993             |
| Ks. Aleksander Bogdanowicz               | 2000             |
| Ks. Aleksander Szupieńko                 |                  |
| Ks. Michał Bubień                        |                  |